# Pseudosinella
Pseudosinella is een geslacht van springstaarten uit de familie Entomobryidae. De wetenschappelijke naam van het geslacht is voor het eerst geldig gepubliceerd in 1897 door Cäsar Schäffer. Schäffer stelde de naam voor als nomen novum ter vervanging van Tullbergia die Lie-Pettersen in 1896 had gebruikt, maar die naam was reeds in 1876 gebruikt door sir John Lubbock voor een ander geslacht van springstaarten.
Pseudosinella is het grootste geslacht uit de onderfamilie Lepidocyrtinae. Er zijn wereldwijd meer dan 300 Pseudosinella-soorten beschreven. Ze kunnen tot zes oogjes (ocelli) aan elke kant hebben. Een aanzienlijk aantal soorten zijn troglodiet (grotbewoners) en hebben vaak geen pigment of geen ogen. Het Nederlands soortenregister vermeldt acht soorten die in Nederland zijn waargenomen:
- Pseudosinella alba
- Pseudosinella decipiens
- Pseudosinella halophila
- Pseudosinella immaculata
- Pseudosinella octopunctata
- Pseudosinella petterseni
- Pseudosinella sexoculata
- Pseudosinella wahlgreni